# Linia kolejowa Gatczyna – Ługa
Linia kolejowa Gatczyna – Ługa – linia kolejowa w Rosji łącząca stację Gatczyna Warszawska ze stacją Ługa I. Zarządzana jest przez region petersbursko-witebski Kolei Październikowej (część Kolei Rosyjskich). 
Linia położona jest w obwodzie leningradzkim. Na całej długości jest zelektryfikowana i dwutorowa.

## Historia
Linia została otwarta pod koniec lat 50. XIX w. i w 1862 została fragmentem Kolei Warszawsko-Petersburskiej. Początkowo leżała w Imperium Rosyjskim, następnie w Związku Sowieckim. Od 1991 znajduje się w granicach Rosji.